# جون أوغسطين ماكدونالد
جون أوغسطين ماكدونالد هو سياسي كندي، ولد في 4 فبراير 1913 في كندا، وتوفي في 4 يناير 1961. حزبياً، نشط في الحزب الكندي التقدمي المحافظ. وقد انتخب عضو مجلس العموم الكندي.